# 몬족
몬족(몬어:မန် 또는 မည်, 버마어: မွန်လူမျိုး, 태국어: มอญ, 영어: Mon people)은 미얀마와 태국에 거주하는 민족으로, 대부분 몬 주, 바고 구, 이라와디 삼각주와 태국-미얀마 경계를 따라 산다. 동남아시아에서 가장 초기부터 거주하던 민족 중 하나인 몬족은 미얀마와 태국에 상좌부 불교를 전파하였으며, 버마인 문화에도 막대한 영향을 끼쳤다.
동부의 몬족은 오래전에 태국/시암 사회에 흡수되었고 서부의 미얀마의 몬족은 마찬가지로 동화의 압력에 직면해 있다. 한때 저지 미얀마 지역에서 대부분 사용되었던 민족 언어 집단이었던 몬어의 사용자는 19세기부터 급격히 줄어들어 현재 100만 명 이하이며 많은 몬족이 버마어 밖에 읽고 쓸 줄 모른다. 미얀마에서 몬족 단체들은 몬어와 몬족 문화의 자치권을 지키기 위해 투쟁하고 있다.

## 역사

### 고대 몬 왕국
기원전 3000년 ~ 2000년 경에 강을 따라 동남아시아 본토 전역에 퍼진 오스트로아시아족(몬-크메르족)의 일파로, 현존하는 이 지역의 소수민족으로서는 가장 일찍부터 거주한 토착민족으로 여겨진다. 본래는 오늘날의 태국 중부 ~ 북부 일대에 주로 분포하던 민족으로, 기원전 300년쯤에 수완나품이라는 이름으로 인도의 역사서에 등장하기 시작한다. 기원전 200년쯤에부터 아소카 왕이 보낸 전도자에 의해 상좌부 불교를 신앙하기 시작했으나 그 이전부터 해로에 의한 불교와의 접촉이 있었다는 주장도 있다.
태국 중부의 드바라바티 문명을 형성하던 몬족은 그 후에도 세력을 확장하여 태국의 라보 왕국, 저지 미얀마의 따통 왕국 등을 세웠고 몬어를 표기하기 위해 팔라바 문자를 변형한 몬 문자를 개발하는 등 선주의 문명 민족으로서 번영했다.
그러나 기원후 1000년 경부터 크메르족이 밀고 들어오며 몬 왕국들은 세력을 잃기 시작했다. 다만 결정적으로 따통 왕국을 멸망시킨 것은 고지 미얀마에서 남하한 버마족의 바간 왕국이었고 하리푼차이 왕국은 북부에서 들어온 타이족의 란나 왕국의 공격으로 멸망하였다. 이렇게 크메르족과 타이족에 밀려난 몬족 유민들은 대부분 살던 곳을 떠나 미얀마 지역으로 대거 이주하였는데, 다만 극소수가 태국의 정글 오지에 잔존하여 오늘날에도 냐쿠르족(Nyah Kur)이라는 이름으로 남아있다.

### 항사워디 왕국
1287년 미얀마의 바간 왕국이 멸망하여 권력 공백이 발생한 틈을 타 몬족의 와레루(Wareru)가 항사워디 왕국을 세우고 스스로 왕위에 올라 몬 왕국을 부활시켰다. 14세기 빈야우 왕 대에는 타이족의 란나 왕국의 공격을 받아 물리치는 데는 성공했으나 테나세림 지역을 빼앗기고 페구로 천도하였다. 1384년 아버지 빈야우의 뒤를 이어 왕위에 오른 야자다릿은 잉와 왕국의 공격을 물리치고 슈웨다곤 탑을 세우는 등 몬족 역사에서 중요한 지도자로 칭송받으며 그 딸인 신소부 여왕도 성군으로 기억된다.
그러나 시간이 지나 북쪽에서 버마족이 떠웅우를 기반으로 다시 세력을 일으키기 시작하였고, 16세기 떠빈슈웨티 왕이 이끈 버마 왕국의 공격으로 항사워디 왕국이 멸망하고 페구, 무떠마, 프롬 등 몬족의 도시가 모두 함락당하며 미얀마 전역이 버마족 왕국의 손에 넘어가게 된다. 1546년 대관식을 마친 떠빈슈웨티 왕은 몬족을 고위층에 등용하면서 그들의 문화를 존중하는 동시에 동화시키기를 꾀하였다. 그러나 그의 사후에 수시로 몬족의 반란이 일어났고 버마족 왕들은 이를 탄압하고자 노력하였다.
18세기 초부터 버마족의 급격히 세력을 잃기 시작하자 1740년에 몬족들이 프랑스의 군사 지원을 받아 멸망한 항사워디 왕국의 부활을 선포하고 따웅우 왕국을 무너뜨렸으나, 바로 1752년 북부에서 꼰바웅 왕조가 일어나 항사워디를 다시 무너뜨리고 몬족을 학살하였다. 이 시기에 몬족에 대한 심한 탄압으로 대부분의 몬족은 남하를 계속하여 현재의 거주지역인 태국과 미얀마의 국경 지역에 도달했다.

### 근대
한편 버마족의 꼰바웅 왕조는 확장 정책을 계속하다가 새로운 서양 열강 대영제국과 맞닥뜨리게 되고 일련의 영국-미얀마 전쟁을 거쳐 시암, 저지 미얀마의 영토를 잃었다가 1885년 끝내 영국에 정복되었다. 이때 몬족들은 버마에게 대항하기 위한 목적으로 영국의 편에 서서 영국의 지배를 지원했다.
1947년에, 전설에 의해 몬족의 건국기념일이 만들어졌다. 몬 음력의 11월의 만월이다. 다만 이 건국기념일은 태국의 사뭇쁘라깐 주의 암포프라 군의 몬족 사이에서는 축하일이 아니다.

### 미얀마 독립 이후
제2차 세계대전 후 1948년 영국이 미얀마 주변지역의 식민지로부터 손을 떼면서 몬족은 자결권 혹은 완전한 독립을 얻기를 추구하였다. 그러나 독립한 미얀마의 군사 정권은 이것을 인정하지 않고, 몬족은 미얀마 연방의 구성 민족의 하나라고 하여 연방 내의 다른 민족의 독립운동처럼 탄압을 실시하고 있다.
이에 몬족 분리주의자들은 신몬주당(New Mon State Party)을 결성하여 카렌족 등 다른 민족과도 제휴하며 독립 투쟁을 실시했으나 운동은 크게 성공하지 못하였다. 더욱이 이 사이에도 몬족의 태국 국경 지역으로의 남하는 계속되었는데, 특히 군사 정권 초기에 미얀마 국내가 내란 상태에 빠졌을 때 태국 북부로 피한 카렌족이나 샨족처럼 수많은 난민이 태국 측으로 탈출하고 있다. 그 때문에 국경을 사이에 두고 생활하고 있지만 친척 관계에 있는 예가 몬족과 그 외의 민족에게서 대부분 볼 수 있다. 신몬주당의 저항은 1995년까지 이어지다가 중앙 정부와의 정전협정을 맺어 현재 정체 상태에 있다.
태국에서는 같은 상좌부 불교를 신앙하는 평지 민족인 것으로부터 동화되는 경향이 심하고, 타이 왕국에서는 대부분의 몬족이 동화되었다. 미얀마 난민인 몬족에 대해서 태국 정부는 비교적 너그럽다. 냉전기에 서방에 속하는 것을 일관적으로 고집한 태국 정부는, 주변 제국이 공산화나 쇄국화를 진행시키는 가운데서도 난민의 대부분을 받아 들이고 있다. 내정을 잘 아는 난민으로부터 정보를 얻는 것과 동시에, 당시 태국 정부도 미지인 태국 변경 지역의 방위에 임하게 하는 것이 목적이었다고 한다.

## 언어
몬어는 이른바 몬크메르어파에 속하고 데바나가리 문자계의 몬 문자라고 하는 독자적인 문자를 가지고 있다. 몬 문자는 크메르 문자와 함께 말레이 반도나 도서부를 제외한 동남아시아의 문자의 형성에 큰 역할을 하였고, 버마 문자, 란나 문자 등의 바탕이 되었다.

## 같이 보기
- 미얀마의 군주